# Thomas Vogel (Journalist)
Thomas Vogel (* 6. Oktober 1959 in Zofingen) ist ein Schweizer Journalist.

## Leben
Vogel studierte an der Freien Universität und der Humboldt-Universität in Berlin Germanistik, Politologie und Publizistik. Vogel war der erste Ausländer, der eine Magisterarbeit, die er zur „nationalen Frage in der DDR-Literatur“ verfasste, parallel an einer West-Berliner und an einer DDR-Universität schrieb.
Danach arbeitete Vogel als Politik-, Wirtschafts- und Gesellschaftsredakteur u. a. beim Luzerner Tagblatt und beim SonntagsBlick. Seit 1998 ist er beim Schweizer Fernsehen, zunächst beim Konsumenten-Magazin Kassensturz, dann als Deutschland-Korrespondent. Ab 2009 war er Redakteur der Nachrichtensendung 10 vor 10, seit 2012 ist er Reporter des Politmagazins Rundschau.
Vogel ist Autor einer Vielzahl von Fernsehbeiträgen zur schweizerischen, deutschen und internationalen Politik. Einen Schwerpunkt seiner publizistischen Arbeit bildet der frühere Ostblock. Zusammen mit Thomas Kunze analysiert er die politischen, gesellschaftlichen und ökonomischen Entwicklungen aller ehemaligen Teilrepubliken der Sowjetunion im Buch Von der Sowjetunion in die Unabhängigkeit (2011) sowie den politischen Personenkult im 20. und 21. Jahrhundert.

## Veröffentlichungen
- mit Thomas Kunze (Hrsg.): Ostalgie international. Erinnerungen an die DDR von Nicaragua bis Vietnam. Links, Berlin 2010, ISBN 978-3-86153-600-0.
- mit Thomas Kunze: Von der Sowjetunion in die Unabhängigkeit. Eine Reise durch die 15 früheren Sowjetrepubliken. Links, Berlin 2011, ISBN 978-3-86153-644-4; auch erschienen als Lizenzdruck für die Bundeszentrale für politische Bildung (Deutschland), Bonn 2011, ISBN 978-3-8389-0216-6.[2]
- mit Thomas Kunze (Hrsg.): Oh Du, geliebter Führer. Personenkult im 20. und 21. Jahrhundert. Links, Berlin 2013, ISBN 978-3-86153-734-2. (Russischsprachige Lizenzausgabe: Отцы всех народов. Altyn Print, Bischkek 2014, ISBN 978-9967-08-483-4, Türkischsprachige Lizenzausgabe: Ey Sevgili Liderim. Paloma, Istanbul 2016, ISBN 978-605-9200-10-3)
- mit Thomas Kunze: Das Ende des Imperiums. Was aus den früheren Sowjetrepubliken wurde. Links, Berlin 2015, ISBN 978-3-86153-644-4.  In Lizenz bei der Bundeszentrale für politische Bildung erschienen (2016), ISBN 978-3-8389-0676-8

## Auszeichnungen
- Medienpreis Aargau, Solothurn in der Kategorie TV (2014)[3]
- Swiss Press Award für den Beitrag «Ein Dorf steht zu seinem Pfarrer» (2016)[4]
- Fernsehpreis der Berner Stiftung für Radio und Fernsehen für den Beitrag «Lebensmüde Landwirte» (2019)[5]
- Swiss Press Award für den Beitrag «Kann ich erst am Freitag sterben?» (2019)[6]